# Draco (género)
Draco é uma género de lagartos da família Agamidae, vulgarmente chamados dragões-voadores, que se distinguem pelas suas membranas em forma de "asa" que lhes permitem planar de árvore em árvore.
Os Draco são arborícolas insectívoros e, embora não sejam capazes de voo auto-propulsionado, conseguem planar distancias até 60 metros, perdendo apenas 10 metros em altura, o que é uma distancia considerável atendendo a que esses lagartos medem cerca de 20 cm.
A única ocasião em que um destes lagartos se aventura no chão é quando uma fémea está pronta para por os ovos - ela desce da árvore onde está e faz um ninho cavando um buraco no chão com a cabeça; então põe entre 3 e 5 ovos e volta a encher o buraco. Ela vigia o ninho durante cerca de 24 horas mas depois abandona-o e não tem mais nenhum contacto com as suas crias.
Linnaeus atribuiu o nome a este género a partir da palavra latina para os dragões mitológicos. 

## Espécies
- Draco affinis
- Draco biaro
- Draco bimaculatus
- Draco blanfordii
- Draco caerulhians
- Draco cornutus
- Draco cristatellus
- Draco cyanopterus
- Draco dussumieri
- Draco fimbriatus
- Draco guentheri
- Draco haematopogon
- Draco indochinensis
- Draco jareckii
- Draco lineatus
- Draco maculatus
- Draco maximus
- Draco melanopogon
- Draco mindanensis
- Draco norvillii
- Draco obscurus
- Draco ornatus
- Draco palawanensis
- Draco quadrasi
- Draco quinquefasciatus
- Draco reticulatus
- Draco rizali
- Draco spilopterus
- Draco sumatranus
- Draco taeniopterus
- Draco volans